# Silvia Stroescu
Silvia Alexandra Stroescu (Bucarest, 8 maggio 1985) è un'ex ginnasta romena.

## Palmarès
Olimpiadi
- 1 medaglia:
  - 1 oro (concorso a squadre a Atene 2004).

Mondiali
- 1 medaglia:
  - 1 oro (concorso a squadre a Gand 2001).

Europei
- 1 medaglia:
  - 1 oro (concorso a squadre a Amsterdam 2004).

Europei - Junior
- 4 medaglie:
  - 2 ori (corpo libero a Parigi 2000, trave a Parigi 2000)
  - 2 argenti (completo a Parigi 2000, concorso a squadre a Parigi 2000).